# Ennomos lissochila
Ennomos lissochila is een vlinder uit de familie spanners (Geometridae). De wetenschappelijke naam is voor het eerst geldig gepubliceerd in 1929 door Prout.
De soort komt voor in Europa.